# Estación de La Varenne - Chennevières
La estación de La Varenne - Chennevières es una estación ferroviaria francesa del municipio de Saint-Maur-des-Fossés (departamento de Valle del Marne).

## La estación
La estación RER actual fue diseñada por el arquitecto Marcel Lods y fue abierta en 1969. Lleva el nombre del antiguo pueblo de La Varenne, ahora fusionado con Saint-Maur, así como el del municipio vecino de Chennevières-sobre-Marne.
La estación está servida por los trenes de la línea A del RER  que recorren la rama A2 de Boissy-Saint-Léger.

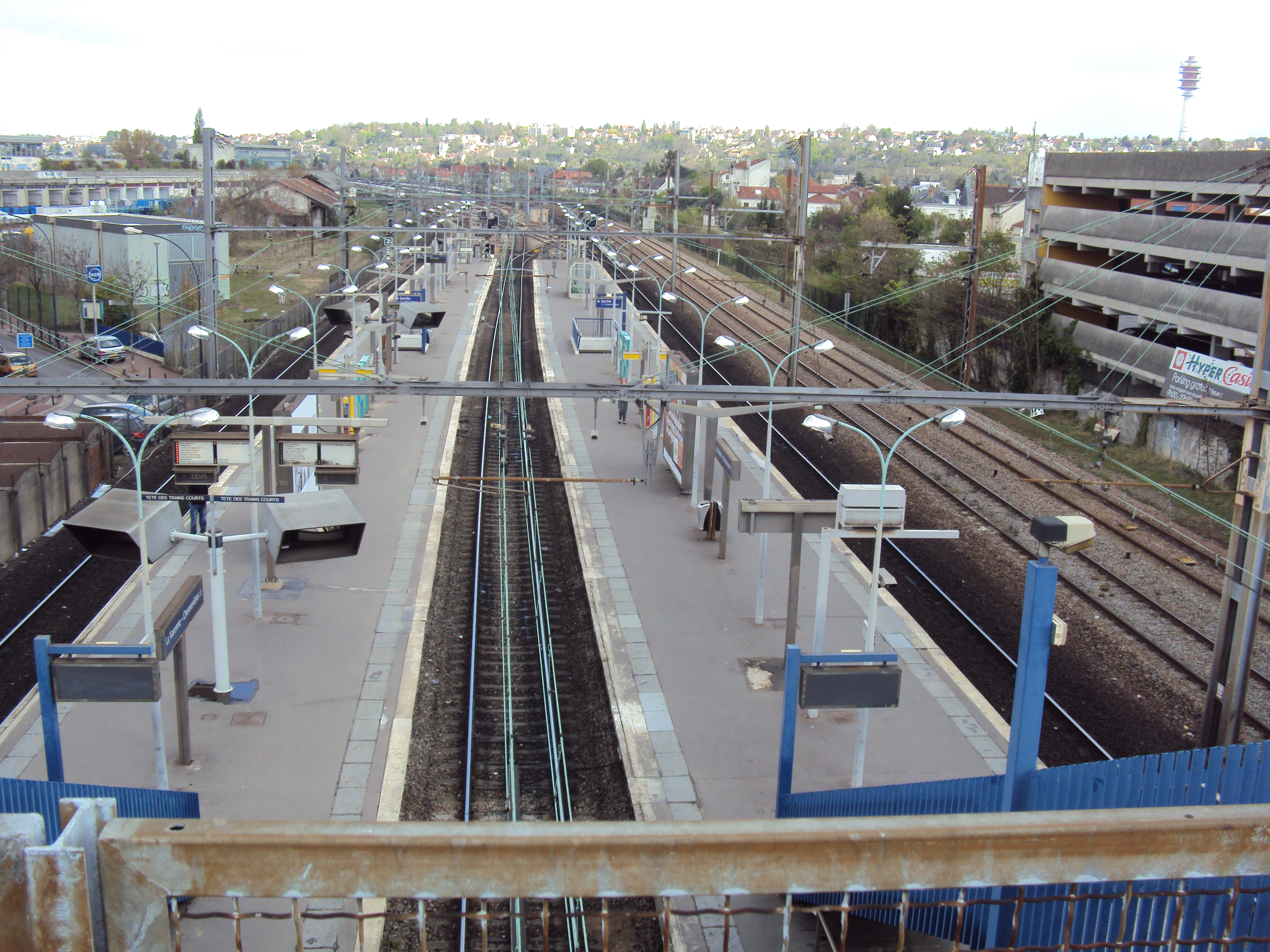
Los andenes de la estación.

## Intermodalidad
Por la estación pasan las líneas de autobús 111 y 112 de RATP

## En las cercanías
- Los márgenes del río Marne.
- El museo da la Villa Médici.

## Galería de fotos

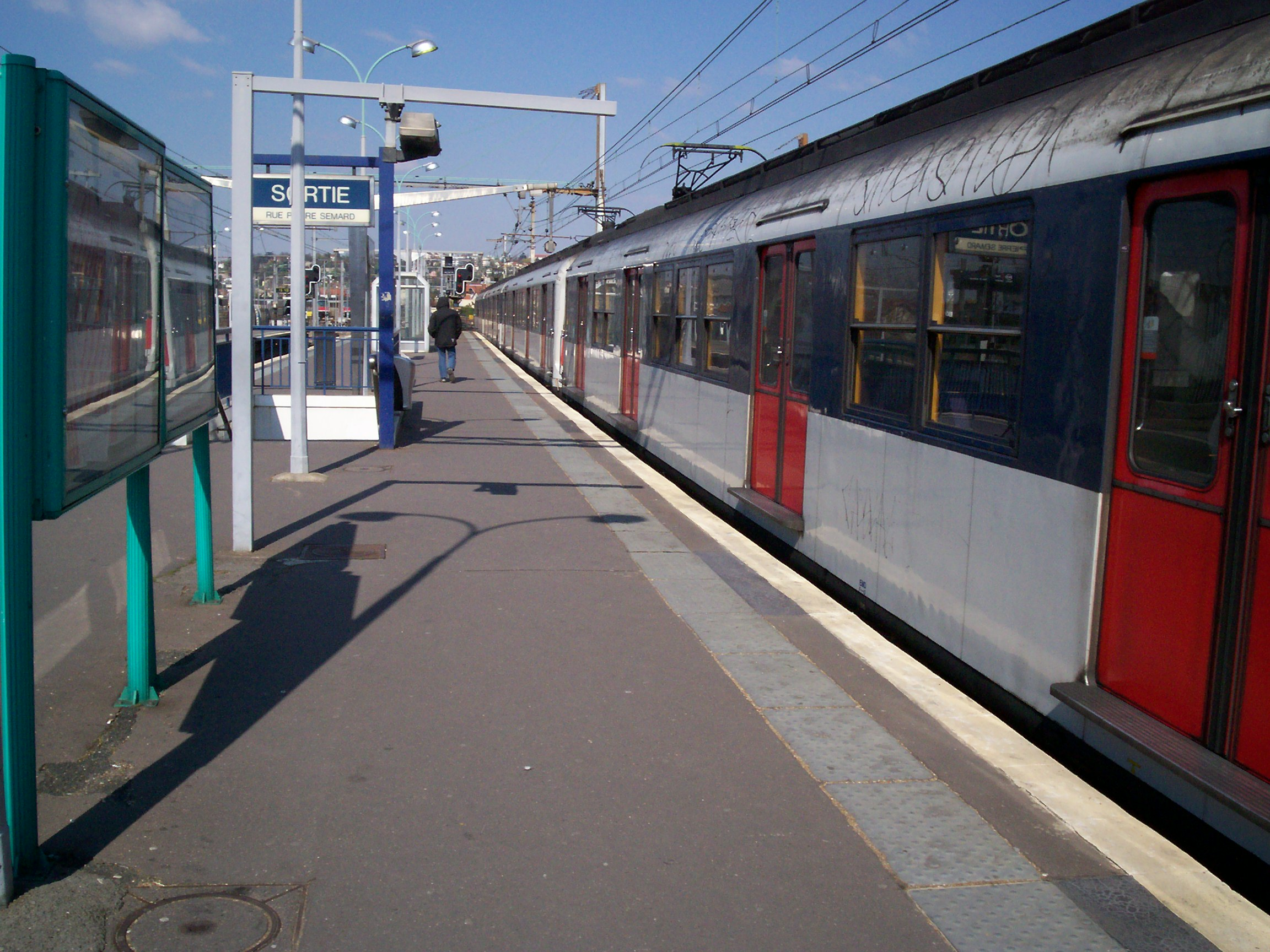
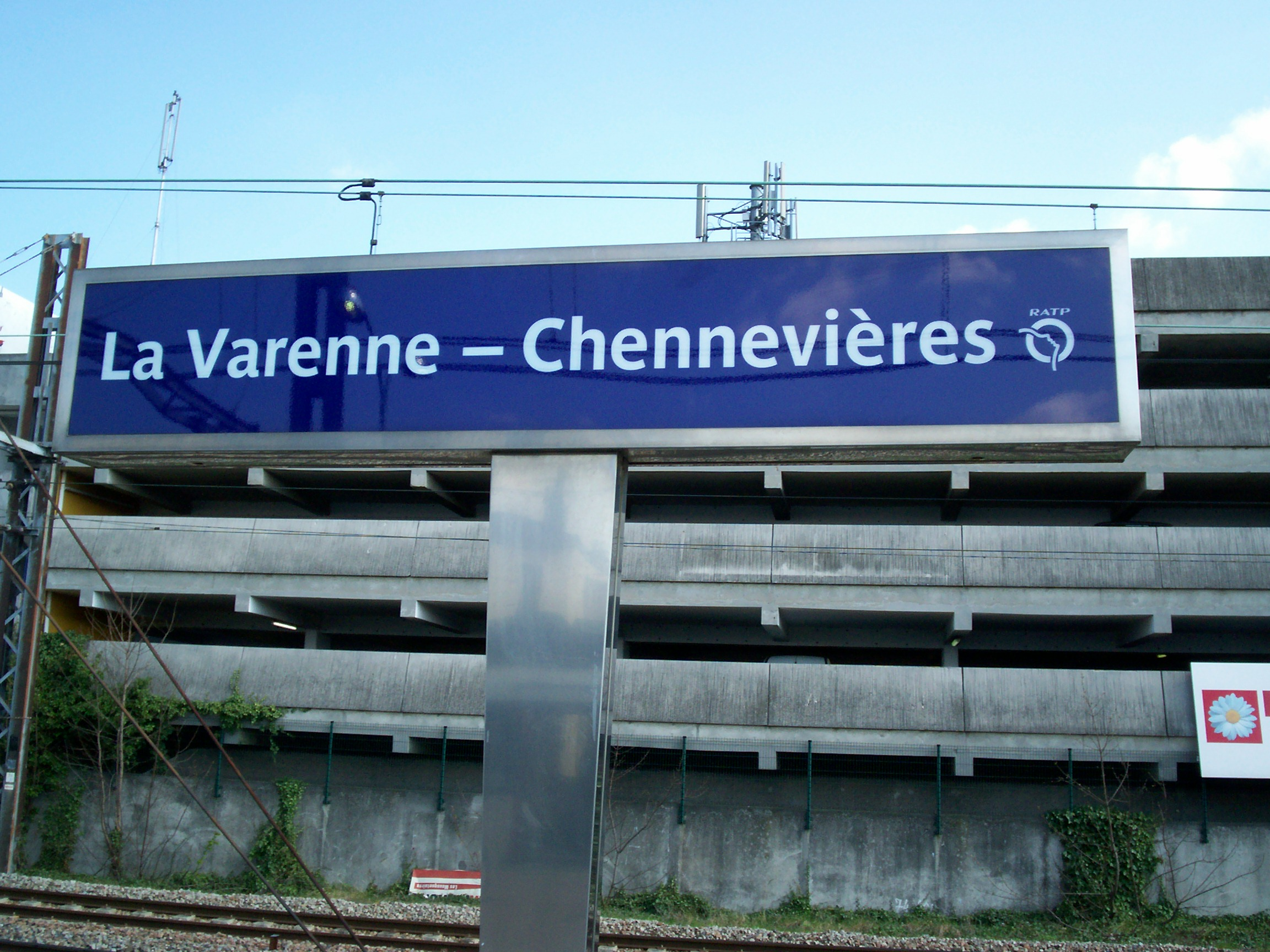

- Datos: Q2411555
- Multimedia: Gare de La Varenne - Chennevières / Q2411555